# Albert Kempster
Albert Kempster (n. 23 august 1874, Leighton Buzzard, Anglia, Regatul Unit al Marii Britanii și Irlandei – d. 2 ianuarie 1952, Saint Martin⁠(d), Jersey) a fost un trăgător de tir ce a reprezentat Regatul Unit al Marii Britanii și al Irlandei de Nord, medaliat olimpic. A participat la 2 ediții ale Jocurilor Olimpice (1908, 1912) în care a câștigat două medalii de bronz.